# Ephippiger ephippiger
Ephippiger ephippiger är en insektsart som först beskrevs av Fiebig 1784.  Ephippiger ephippiger ingår i släktet Ephippiger och familjen vårtbitare.

## Underarter
Arten delas in i följande underarter:
- E. e. ephippiger
- E. e. balkanicus
- E. e. cunii
- E. e. harzi
- E. e. vitium
- E. e. usi
- E. e. tamaninii

## Bildgalleri

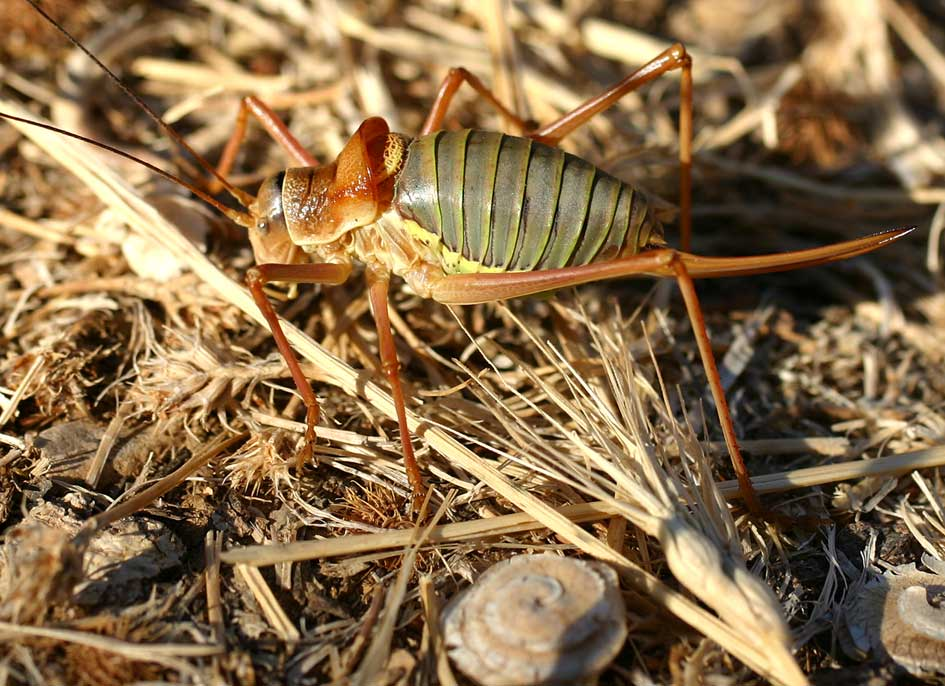
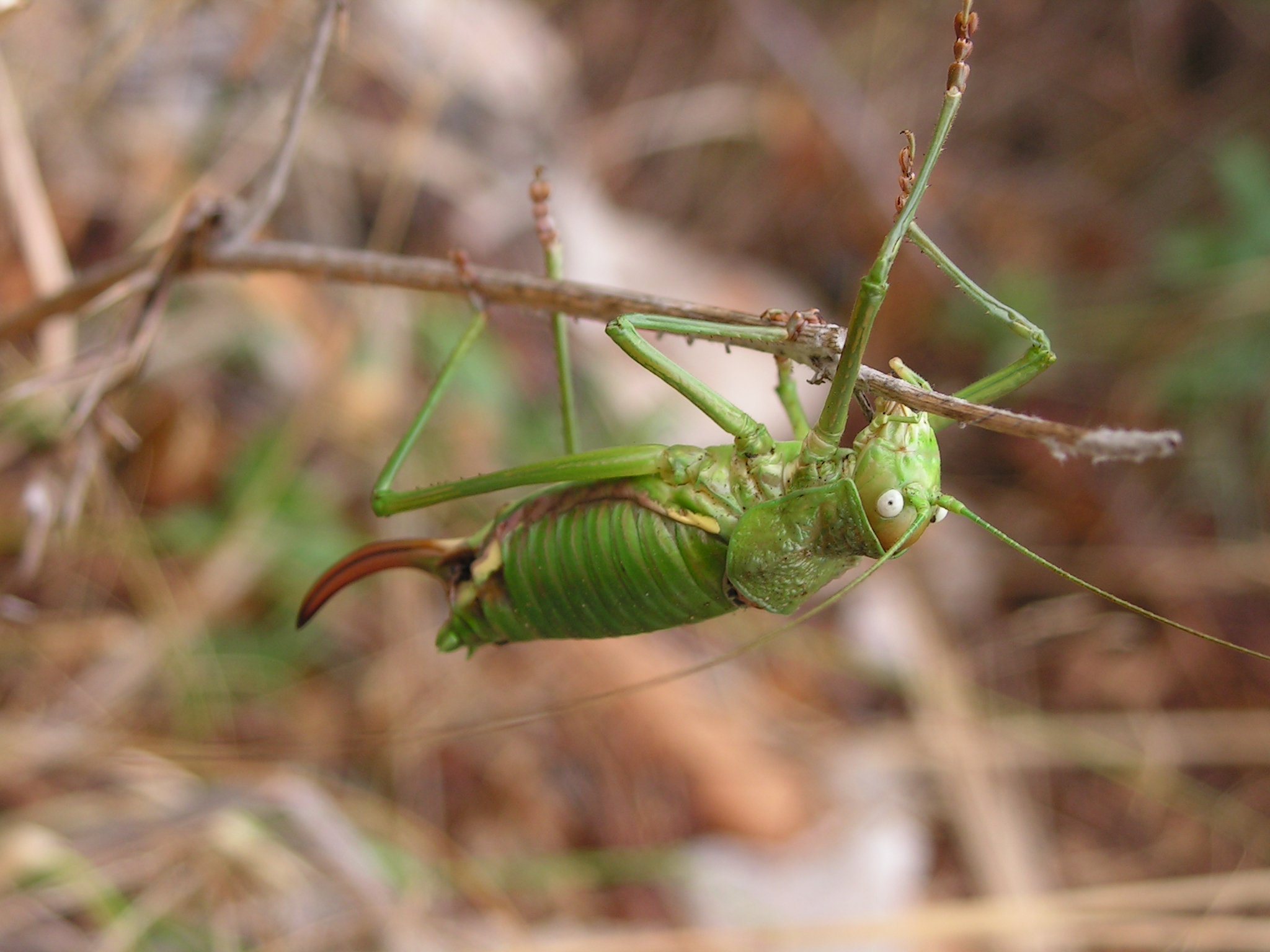
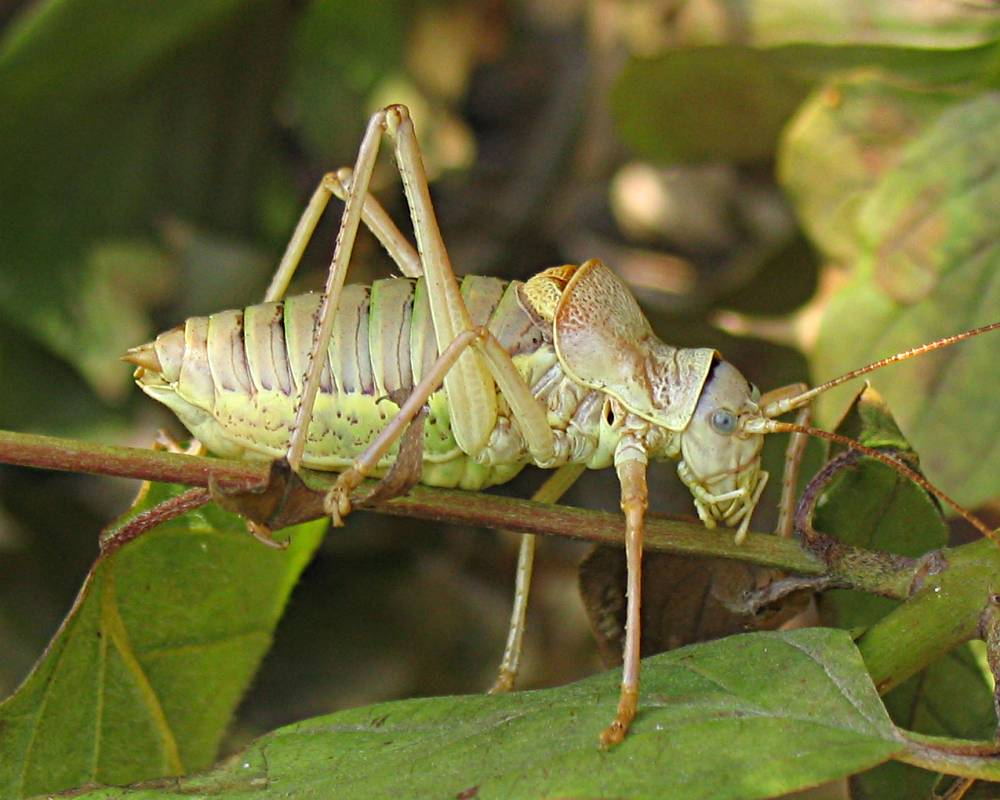
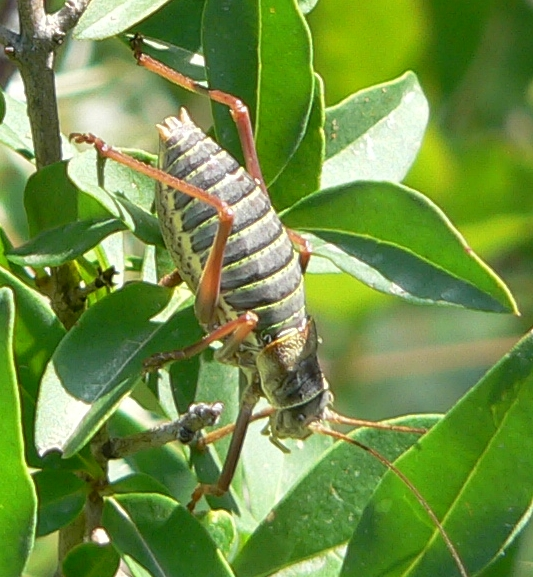